# ريج ألين
ريج ألين (بالإنجليزية: Reg Allen)‏ (3 مايو 1919 بلندن في المملكة المتحدة - 3 أبريل 1976 في المملكة المتحدة) هو لاعب كرة قدم بريطاني في مركز حراسة المرمى. لعب مع كوينز بارك رينجرز ومانشستر يونايتد ونادي ألترينتشام.

## وصلات خارجية
- ريج ألين على موقع قاعدة بيانات كرة القدم.إي يو (الإنجليزية)
- ريج ألين على موقع عالم كرة القدم.نت (الإنجليزية)